# Cupa României 2021-2022
Cupa României 2021–2022 a fost cea de-a 84-a ediție a celui mai vechi turneu eliminator din fotbalul românesc. Sepsi OSK a învins în finală pe FC Voluntari cu scorul de 2-1 și a obținut prima sa cupă din palmares, precum și accederea în turul II preliminar al UEFA Europa Conference League 2022-2023.

## Cluburi participante
Următoarele 128 de echipe s-au calificat la competiție:
| Liga I 2020-2021 toate cluburile (16) | Liga a II-a 2020-2021 Fără echipele desființate (20) | Liga a III-a 2020-2021 Fără echipele secunde și câteva desființate (83) |
| - CFR Cluj - FCSB - Universitatea Craiova - Sepsi OSK - Academica Clinceni - Botoșani - Chindia Târgoviște - UTA Arad - Gaz Metan Mediaș - Farul Constanța - Argeș Pitești - Dinamo București - Voluntari - Hermannstadt - Astra Giurgiu - Politehnica Iași | - FC U Craiova - Rapid București - Mioveni - Dunărea Călărași - Miercurea Ciuc - Politehnica Timișoara - Petrolul Ploiești - Unirea Constanța - Viitorul Târgu Jiu - Universitatea Cluj - Metaloglobus București - Buzău - Ripensia Timișoara - Concordia Chiajna - Unirea Slobozia - Comuna Recea - CSM Reșița - CSM Slatina - Pandurii Târgu Jiu - Aerostar Bacău          | - Dacia Unirea Brăila - CSA Steaua București - FC Brașov - 1599 Șelimbăr - Unirea Dej - Oțelul Galați - Afumați - Vedița Colonești - SCM Zalău - Bucovina Rădăuți - Foresta Suceava - SR Brașov - Filiași - Șoimii Lipova - Crișul Chișineu-Criș - Metalurgistul Cugir - Minaur Baia Mare - Ceahlăul Piatra Neamț - Focșani - Popești-Leordeni - Progresul Spartac București - Blejoi - Sporting Roșiori - Viitorul Dăești - Dumbrăvița - Avântul Reghin - Gloria Bistrița-Năsăud - Știința Miroslava - Râmnicu Sărat - Axiopolis Cernavodă - Metalul Buzău - Olimpic Cetate Râșnov - Unirea Bascov - Progresul Pecica - Sticla Arieșul Turda - CA Oradea - Hușana Huși - Viitorul Ianca - Tunari - Alexandria - Deva - Ghiroda - Unirea Ungheni - Lotus Băile Felix - Dante Botoșani - Sporting Liești - Agricola Borcea - KSE Târgu Secuiesc - Pucioasa - Gilortul Târgu Cărbunești - Poli Timișoara - Hunedoara - Sportul Șimleu Silvaniei - Șomuz Fălticeni - CSM Bacău - Înainte Modelu - Plopeni - Flacăra Moreni - Flacăra Horezu - Avântul Periam - Unirea Alba Iulia - Someșul Dej - Sporting Vaslui - Gloria Albești - Petrolul Potcoava - Jiul Petroșani - Gloria Lunca-Teuz Cermei - Sănătatea Cluj - Satu Mare - Sportul Chiscani - Recolta Gheorghe Doja - Odorheiu Secuiesc - Progresul Ezeriș - Ocna Mureș - Progresul Șomcuta Mare - Pașcani - Făurei - Oltenița - Kids Tâmpa Brașov - Minerul Costești - Fortuna Becicherecu Mic - Industria Galda - Luceafărul Oradea |
| 24 din cele 42 de reprezentante, una din fiecare județ1 | | |
| - Voința Stremț (Alba) - Niciuna (Arad) - Niciuna (Argeș) - Viitorul Curița (Bacău) - Foresta Tileagd (Bihor) - Sportul Beclean (Bistrița-Năsăud) - Niciuna (Botoșani) - Steagu Roșu Brașov (Brașov) - Victoria Traian (Brăila) - Asalt București (Bucharest) - Phoenix Poșta Câlnău (Buzău) - Nera Bozovici (Caraș-Severin) - Dunărea Ciocănești (Călărași) - Florești (Cluj) | - Năvodari (Constanța) - Niciuna (Covasna) - Inter Aninoasa (Dâmbovița) - Cârcea (Dolj) - Zimbrul Slobozia Conachi (Galați) - Maxima Hobaia (Giurgiu) - Niciuna (Gorj) - Golimpiakosz Odorheiu Secuiesc (Harghita) - Aurul Brad (Hunedoara) - Înfrățirea Jilavele (Ialomița) - Moldova Cristești (Iași) - Brănești (Ilfov) - Lăpuș (Maramureș) - Viitorul Șimian (Mehedinți) | - Sângeorgiu de Mureș (Mureș) - Niciuna (Neamț) - Niciuna (Olt) - Petrolul 95 Ploiești (Prahova) - Știința Beltiug (Satu Mare) - Rapid Jibou (Sălaj) - Avrig (Sibiu) - Juniorul Suceava (Suceava) - Niciuna (Teleorman) - UVT Timișoara (Timiș) - Pescărușul Sarichioi (Tulcea) - CSM Vaslui (Vaslui) - Sparta Râmnicu Vâlcea (Vâlcea) - Inizio Focșani (Vrancea) |

## Tururi și data tragerilor la sorți
Sursă:
| Turul         | Data tragerii la sorți | Data primului meci            |
| ------------- | ---------------------- | ----------------------------- |
| Turul I       | 21 iulie 2021          | 28 iulie 2021                 |
| Turul II      | 2 august 2021          | 11 august 2021                |
| Turul III     | 18 august 2021         | 24 august 2021                |
| Turul IV      | 1 septembrie 2021      | 7 septembrie 2021             |
| Șaisprezecimi | 9 septembrie 2021      | 21 septembrie 2021            |
| Optimi        | 5 octombrie 2021       | 26 octombrie 2021             |
| Sferturi      | 8 noiembrie 2021       | 30 noiembrie 2021             |
| Semifinale    | 24 februarie 2022      | 20 aprilie 2022 / 11 mai 2022 |
| Finala        | -                      | 19 mai 2022                   |

## Turul I
Toate meciurile s-au jucat pe data de 28 Iulie 2021.
| Echipa 1                           | Scor                | Echipa 2                      |
| ---------------------------------- | ------------------- | ----------------------------- |
| 28 Iulie 2021                      |                     |                               |
| Aurul Brad (3)                     | 4–5                 | Hunedoara (3)                 |
| Poli Timișoara (3)                 | 3–6 d.p.            | Deva (3)                      |
| Nera Bozovici (4)                  | 0–2                 | Progresul Ezeriș (3)          |
| UVT Timișoara (4)                  | 1–2                 | Ghiroda (3)                   |
| Fortuna Becicherecu Mic (4)        | retrasă             | Avântul Periam (3)            |
| Gloria Lunca-Teuz Cermei (3)       | 1–3                 | Lotus Băile Felix (3)         |
| Foresta Tileagd (4)                | 2–1                 | Luceafărul Oradea (3)         |
| Sportul Beclean (4)                | 3–0                 | Someșul Dej (3)               |
| Florești (4)                       | 2–5 d.p.            | Sănătatea Cluj (3)            |
| Lăpuș (4)                          | 0–2                 | Progresul Șomcuta Mare (3)    |
| Știința Beltiug (4)                | 0–5                 | Satu Mare (3)                 |
| Rapid Jibou (4)                    | 0–5                 | Sportul Șimleu Silvaniei (3)  |
| Voința Stremț (4)                  | 2–0                 | Ocna Mureș (3)                |
| Industria Galda (4)                | 2–0                 | Unirea Alba Iulia (3)         |
| Steagul Roșu Brașov (4)            | 0-2                 | Kids Tâmpa Brașov (3)         |
| Avrig (4)                          | 4–1                 | Olimpic Cetate Râșnov (3)     |
| Sângeorgiu de Mureș (4)            | 0–3                 | Unirea Ungheni (3)            |
| Golimpiakosz Odorheiu Secuiesc (4) | 0–6                 | Odorheiu Secuiesc (3)         |
| Inter Aninoasa (4)                 | 2–7                 | Pucioasa (3)                  |
| Asalt București (4)                | 8–0                 | Oltenița (3)                  |
| Viitorul Curița (4)                | 2–0                 | CSM Bacău (3)                 |
| Moldova Cristești (4)              | 1–4                 | Dante Botoșani (3)            |
| Pașcani (3)                        | 1–3                 | Hușana Huși (3)               |
| Juniorul Suceava (4)               | 2–3                 | Șomuz Fălticeni (3)           |
| CSM Vaslui (4)                     | 0–3                 | Sporting Vaslui (3)           |
| Înfrățirea Jilavele (4)            | retrasă             | Recolta Gheorghe Doja (3)     |
| Pescărușul Sarichioi (4)           | 3–0                 | Sportul Chiscani (3)          |
| Năvodari (4)                       | 4–0                 | Gloria Albești (3)            |
| Zimbrul Slobozia Conachi (4)       | 1–6                 | Sporting Liești (3)           |
| Phoenix Poșta Câlnău (4)           | 1–3                 | Plopeni (3)                   |
| Inizio Focșani (4)                 | 4–2                 | KSE Târgu Secuiesc (3)        |
| Dunărea Ciocănești (4)             | 2–2 d.p. 2-4 d.l.d. | Înainte Modelu(3)             |
| Făurei (3)                         | 2–2 d.p. 5-6 d.l.d. | Agricola Borcea (3)           |
| Brănești (4)                       | 0–2                 | Tunari (3)                    |
| Petrolul 95 Ploiești (4)           | 2–2 d.p. 4-6 d.l.d. | Flacăra Moreni (3)            |
| Maxima Hobaia (4)                  | retrasă             | Alexandria (3)                |
| Cârcea (4)                         | 1–0                 | Petrolul Potcoava (3)         |
| Viitorul Șimian (3)                | 1–3                 | Gilortul Târgu Cărbunești (3) |
| Sparta Râmnicu Vâlcea (4)          | 3–0                 | Flacăra Horezu (3)            |
| Minerul Costești (3)               | 1–3                 | Jiul Petroșani (3)            |

## Turul II
Toate meciurile s-au jucat pe data de 11 august.
| Echipa 1                         | Scor                | Echipa 2                        |
| -------------------------------- | ------------------- | ------------------------------- |
| 11 August 2021                   |                     |                                 |
| Progresul Spartac (3)            | 2–1                 | CSA Steaua București (2)        |
| Cârcea (4)                       | 0-3                 | CSO Filiași (3)                 |
| Avrig (4)                        | 2-7                 | FC Brașov (2)                   |
| Kids Tâmpa Brașov (3)            | 3-3 d.p. 4–5 d.l.d. | SR Brașov (3)                   |
| Jiul Petroșani (3)               | 6–1                 | Gilortul Tg. Cărbunești (3)     |
| Corvinul (3)                     | 0-0 d.p. 5–3 d.l.d. | CSM Deva (3)                    |
| ACS Progresul Ezeriș (3)         | 2–1                 | CSC Ghiroda si Giarmata Vii (3) |
| CSC Dumbrăvița (3)               | 0–1                 | CS Șoimii Lipova (3)            |
| CS Avântul Periam(3)             | 2-1                 | ACS Progresul Pecica (3)        |
| CS Lotus Băile Felix (3)         | 0-1                 | CS Crișul Chișineu-Criș (3)     |
| Foresta Tileagd (5)              | 0-5                 | CA Oradea (3)                   |
| CSM Satu Mare (3)                | 0–2                 | CSM Baia Mare (3)               |
| CS Progresul Șomcuta Mare (3)    | 2–3                 | CS Gloria Bistrița-Năsăud (3)   |
| FC Silvania Șimleu Silvaniei (3) | 0–1                 | SCM Zalău (3)                   |
| ACS Sportul Beclean (4)          | 1-3                 | FC Unirea Dej (3)               |
| CS Sănătatea Cluj (3)            | 3-2                 | Sticla Arieșul Turda (3)        |
| Voința Stremț (4)                | 1-0                 | Industria Galda de Jos (4)      |
| CS Metalurgistul Cugir (3)       | 1-2                 | CSC 1599 Șelimbăr (2)           |
| FC ASA Unirea Ungheni (3)        | 4-2                 | CSM Avântul Reghin (3)          |
| CS Dante Botoșani (4)            | 3-1                 | ACS Foresta Suceava (3)         |
| Șomuz Fălticeni (3)              | 3-0                 | CSM Bucovina Rădăuți (3)        |
| CS Știința Miroslava (3)         | 1-1 d.p. 9-8 d.l.d. | CSM Ceahlăul Piatra Neamț (3)   |
| Sportul Chiscani (3)             | 0–2                 | Dacia Unirea Brăila (2)         |
| AFC ASALT București (4)          | 1-7                 | CS Arsenal Tunari (3)           |
| CSO Plopeni (3)                  | 4-1                 | CS Blejoi (3)                   |
| CSM Alexandria (3)               | 0–0 d.p. 1-3 d.l.d. | CS Sporting Roșiori de Vede (3) |
| Dunărea Ciocănești (5)           | 3–5                 | FC Agricola Borcea (3)          |
| CSM Flacăra Moreni (3)           | 0-2                 | FC Pucioasa (3)                 |
| Inizio Focșani (4)               | 0-2                 | CSM Focșani (3)                 |
| AFC Metalul Buzău (3)            | 2-0                 | CSM Râmnicu Sărat (3)           |
| CS Popești-Leordeni (3)          | 4-3                 | CS Afumați (3)                  |
| Recolta Gheorghe Doja (3)        | 1-0                 | CS Viitorul Ianca (3)           |
| Năvodari (4)                     | retrasă             | CSA Axiopolis Cernavodă (3)     |
| Sparta Râmnicu Vâlcea (4)        | 1–2 d.p.            | Unirea Bascov (3)               |
| Sporting Liești (3)              | 0-4                 | Oțelul Galați (3)               |
| Sporting Vaslui (3)              | 1-2 d.p.            | Hușana Huși (3)                 |
| Viitorul Curita (4)              | 0-4                 | Odorheiu Secuiesc (3)           |
| CS Viitorul Dăești (3)           | 0-1                 | Vedița Colonești (3)            |

## Turul III
Meciurile s-au jucat pe 24, 25, 26 August și 1 septembrie.
| Echipa 1                     | Scor                  | Echipa 2                   |
| ---------------------------- | --------------------- | -------------------------- |
| 24 August 2021               |                       |                            |
| Crișul Chișineu Criș⁠(d) (3)  | 0-2                   | Șoimii Lipova⁠(d) (3)       |
| Focșani (3)                  | 2-2 d.p. 5–4 d.l.d.   | Aerostar (3)               |
| CSO Filiași⁠(d) (3)           | 2-2 d.p. 11–10 d.l.d. | Vedița Colonești⁠(d) (3)    |
| Pucioasa⁠(d) (3)              | 0-2                   | Unirea Bascov (3)          |
| Gloria Bistrița Năsăud (3)   | 2-4 d.p.              | Unirea Dej (2)             |
| Jiul Petroșani (3)           | 0-5                   | CS Hunedoara (3)           |
| Metalul Buzău (3)            | 1-3                   | FC Buzău (2)               |
| Odorheiu Secuiesc (3)        | 3-1                   | Unirea Ungheni (3)         |
| Recolta Gheorghe Doja⁠(d) (3) | 3-1                   | Agricola Borcea (3)        |
| Sporting Roșiori (3)         | 0-1                   | Slatina (3)                |
| SR Brașov (3)                | 1-0                   | FC Brașov (2)              |
| CS Tunari (3)                | 1-0                   | Metaloglobus București (2) |
| 25 August 2021               |                       |                            |
| Voința Stremț (4)            | 0-4                   | 1599 Șelimbăr (2)          |
| Șomuz Fălticeni (3)          | 3-1                   | Dante Botoşani (4)         |
| Sănătatea Cluj (3)           | 0-4                   | Universitatea Cluj (2)     |
| Progresul Ezeriş⁠(d) (3)      | 2-3 d.p.              | Reșița (3)                 |
| Leordeni (3)                 | 0-1                   | Unirea Slobozia (2)        |
| Hușana Huși⁠(d) (3)           | 2-1                   | Miroslava (3)              |
| Dacia U Brăila (2)           | 1-0                   | Oțelul Galați (3)          |
| Năvodari (4)                 | 3-1                   | Unirea Constanța (2)       |
| FC Recea (R)                 | retrasă               | CSM Baia Mare (3) (3)      |
| CA Oradea (3)                | 1-0                   | SCM Zalău⁠(d) (3)           |
| Avântul Periam⁠(d) (3)        | 1-4                   | Ripensia (2)               |
| Pandurii (3)                 | 0-1                   | Viitorul-Pandurii (2)      |
| 26 August 2021               |                       |                            |
| Progresul Spartac (3)        | 1-1 d.p. 4-5 d.l.d.   | Chiajna (2)                |
| 1 Septembrie 2021            |                       |                            |
| CSO Plopeni (3)              | 0-5                   | Petrolul Ploiești (2)      |

## Turul IV
Meciurile s-au jucat pe 7 și 8 septembrie.
| Echipa 1                     | Scor                | Echipa 2                       |
| ---------------------------- | ------------------- | ------------------------------ |
| 7 Septembrie 2021            |                     |                                |
| CS Hunedoara (3)             | 2-2 d.p. 6-5 d.l.d. | 1599 Șelimbăr (2)              |
| CSO Filiași⁠(d) (3)           | 3-2                 | Viitorul-Pandurii (2)          |
| Odorheiu Secuiesc (3)        | 0-0 d.p. 1-3 d.l.d. | Hermannstadt (2)               |
| Șoimii Lipova⁠(d) (3)         | 1-2                 | Politehnica Timișoara (2)      |
| Șomuz Fălticeni (3)          | 1-0                 | Aerostar (3)                   |
| 8 Septembrie 2021            |                     |                                |
| CA Oradea (3)                | 2-1                 | Universitatea Cluj (2)         |
| Năvodari (4)                 | 0-6                 | Unirea Slobozia (2)            |
| Reșița (3)                   | 1-2                 | Ripensia (2)                   |
| Dacia U Brăila (2)           | 1-2 d.p.            | Petrolul Ploiești (2)          |
| Dunărea Călărași (2)         | 1-0                 | Astra Giurgiu (2)              |
| Hușana Huși⁠(d) (3)           | 0-1                 | FC Politehnica Iași (2010) (2) |
| Recolta Gheorghe Doja⁠(d) (3) | 0-5                 | FC Buzău (2)                   |
| SR Brașov (3)                | 2-6                 | Csíkszereda (2)                |
| CS Tunari (3)                | 0-1                 | Chiajna (2)                    |
| Unirea Bascov (3)            | 0-1                 | Slatina (3)                    |
| Unirea Dej (2)               | 0-1                 | CSM Baia Mare (3) (3)          |

## Șaisprezecimi
Meciurile s-au jucat pe 21,22 și 23 septembrie.
| 21 septembrie 2021 | Șomuz Fălticeni | 1–4 | Voluntari                                    | Fălticeni                                                                                          |  |
| 15:00              | Sahru 38'       |     | Ilie 42' Veiga 65' Paraschiv 77' Briceag 86' | Stadion: Stadionul Constantin Jamaischi Spectatori: 500 Arbitru: Baban Vlad Omul meciului: Briceag |  |

| 21 septembrie 2021 | CSM Baia Mare (3)          | 3–1 | FC Politehnica Iași (2010) | Baia Mare                                                                                          |  |
| 16:00              | Văsălie 13', 65' Donca 66' |     | Zaharia 39'                | Stadion: Stadionul Viorel Mateianu Spectatori: 400 Arbitru: Ardelean Mircea Omul meciului: Văsălie |  |

| 21 septembrie 2021 | Petrolul Ploiești | 0–1 | FCU Craiova | Ploiești                                                                                                |  |
| 18:45              |                   |     | Ondaan 52'  | Stadion: Stadionul Ilie Oană Spectatori: 3,500 Arbitru: Mladinovici Horia Gabriel Omul meciului: Ondaan |  |

| 21 septembrie 2021                                | Mioveni                 | 0–0 (4 - 5 d.l.d.)                    | Rapid București | Mioveni                                                                                  |  |
| 21:30                                             |                         |                                       |                 | Stadion: Stadionul Orășenesc Spectatori: 1,250 Arbitru: Barbu Marian Omul meciului: Albu |  |
|                                                   | Lovituri de departajare |                                       |                 |                                                                                          |  |
| Cristea prim. · Dumitriu · Cierpka · Rusu · Iacob |                         | Albu · Costin · Ilie · Dandea · Bălan |                 |                                                                                          |  |

| 22 septembrie 2021                  | Argeș Pitești           | 0–0 (4 - 2 d.l.d.)                          | Botoșani | Pitești                                                                                            |  |
| 16:00                               |                         |                                             |          | Stadion: Stadionul Nicolae Dobrin Spectatori: 400 Arbitru: Sebastian Colțescu Omul meciului: Palić |  |
|                                     | Lovituri de departajare |                                             |          | |  |
| Șerban · Palić · Ișfan · Dumitrașcu |                         | Braun prim. · Florescu · Țigănașu · Edjouma |          | |  |

| 22 septembrie 2021 | CA Oradea | 0–1 | Hermannstadt | Oradea                                                                          |  |
| 16:30              |           |     | Sîntean 83'  | Stadion: Stadionul Iuliu Bodola Arbitru: Kovacs Szabolcs Omul meciului: Sîntean |  |

| 22 septembrie 2021 | Chiajna | 0–1 (d.p.) | Gaz Metan   | Chiajna                                                                  |  |
| 16:30              |         |            | Matias 112' | Stadion: Stadionul Concordia Arbitru: Găman George Omul meciului: Matias |  |

| 22 septembrie 2021 | Csíkszereda | 0–1 | Chindia      | Miercurea Ciuc                                                             |  |
| 16:30              |             |     | Cherchez 45' | Stadion: Stadionul Municipal Arbitru: Popa Cătălin Omul meciului: Cherchez |  |

| 22 septembrie 2021 | Slatina      | 1–2 | Dunărea Călărași    | Slatina                                                              |  |
| 16:30              | Popovici 44' |     | Stoica 61' Nica 73' | Stadion: Stadionul 1 Mai Arbitru: Costreie Sorin Omul meciului: Nica |  |

| 22 septembrie 2021 | Unirea Slobozia | 0–1 | Politehnica Timișoara    | Slobozia                                                            |  |
| 16:30              | Lazar 90+3'     |     | Ursu 68' · Hațegan 90+3' | Stadion: Stadionul 1 Mai Arbitru: Marcu Claudiu Omul meciului: Ursu |  |

| 22 septembrie 2021 | FC Buzău                    | 2–1 (d.p.) | Academica Clinceni | Buzău                                                                      |  |
| 16:30              | López 90+1' Chică-Roșă 116' |            | Ceandărov⁠(d) 28'   | Stadion: Stadionul Municipal Arbitru: Coza Ionuț Omul meciului: Chică-Roșă |  |

| 22 septembrie 2021 | FC Farul | 0–1 | Sepsi            | Ovidiu                                                                   |  |
| 18:45              |          |     | Mitrea 50' (pen) | Stadion: Stadionul Viitorul Arbitru: Radu Petrescu Omul meciului: Mitrea |  |

| 22 septembrie 2021 | Corvinul                           | 3–5 (d.p.) | FCSB                                            | Hunedoara                                                                                      |  |
| 21:30              | Vlad 58' Hergheligiu 70' Șimon 83' |            | Stoica 19', 50' Oaidă 30' Musi 95' Gheorghe 96' | Stadion: Stadionul Michael Klein Spectatori: 6,000 Arbitru: Rares George Omul meciului: Stoica |  |

| 23 septembrie 2021 | CSO Filiași⁠(d) | 1–0 | UTA Arad | Filiași                                                                   |  |
| 16:00              | Vîlcică 38'    |     |          | Stadion: Stadionul Orășenesc Arbitru: Avram Robert Omul meciului: Vîlcică |  |

| 23 septembrie 2021 | Ripensia | 0–1 | Dinamo București | Timișoara                                                                         |  |
| 18:45              |          |     | Matei 36'        | Stadion: Stadionul Electrica Arbitru: Flueran Viorel Nicușor Omul meciului: Matei |  |

| 23 septembrie 2021 | CSU Craiova | 1–0 | CFR Cluj | Craiova                                                                      |  |
| 21:30              | Houri 63'   |     |          | Stadion: Stadionul Ion Oblemenco Arbitru: István Kovács Omul meciului: Houri |  |

## Optimi
Meciurile s-au jucat pe  26, 27, și 28 octombrie.
| 26 octombrie 2021                              | CSO Filiași⁠(d)           | 2–2 (d.p.) (4–3 d.l.d.)                                       | Hermannstadt            | Filiași                                                                                    |  |
|                                                | Rogoveanu 44' Crețu 118' |                                                               | Sîntean 3' Popescu 107' | Stadion: Stadionul Orășenesc Spectatori: 0 Arbitru: Mircea Ardelean Omul meciului: Sîntean |  |
|                                                | Lovituri de departajare  |                                                               |                         |                                                                                            |  |
| Fotescu · Vîlcică · Armășelu · Calu · Zamfir · |                          | Sîntean prim. · Bucuroiu · Antoche · Pantea · Petrescu · Mino |                         |                                                                                            |  |

| 26 octombrie 2021 | Gaz Metan | 0–1 | Chindia   | Mediaș                                                                                      |  |
| 18:00             |           |     | Matiș 29' | Stadion: Stadionul Gaz Metan Spectatori: 0 Arbitru: Sebastian Colțescu Omul meciului: Matiș |  |

| 26 octombrie 2021 | Dinamo București | 1–2 | Argeș Pitești           | București                                                       |  |
| 21:00             | Țîră 49'         |     | Ișfan 78' Dumitru 90+4' | Stadion: Stadionul Dinamo Spectatori: 0 Arbitru: Ovidiu Hațegan |  |

| 27 octombrie 2021 | CSM Baia Mare (3) | 0–4 | CSU Craiova                                          | Baia Mare                                                               |  |
| 18:00             |                   |     | Gustavo 9' Constantin 15' Pen. Bălașa 54' Koljić 56' | Stadion: Stadionul Viorel Mateianu Spectatori: 0 Arbitru: Rareș Vidican |  |

| 27 octombrie 2021 | Voluntari | 3–0 (la masa verde) | FCSB | Voluntari                                         |  |
| 21:00             |           |                     |      | Stadion: Stadionul Anghel Iordănescu Arbitru: SFD |  |

| 28 octombrie 2021 | FC Buzău                         | 3–0 | Dunărea Călărași | Buzău                                                                                        |  |
| 15:00             | Gaitán 39' Ciobanu 51' Kanda 79' |     |                  | Stadion: Stadionul Municipal Spectatori: 0 Arbitru: Bogdan Dumitrache Omul meciului: Ciobanu |  |

| 28 octombrie 2021 | FCU Craiova                  | 0–1 | Sepsi                     | Craiova                                                                                       |  |
| 18:00             | Vieira 90+3' · Kovačić 90+4' |     | Gajić 37' · Niczuly 90+3' | Stadion: Stadionul Ion Oblemenco Spectatori: 0 Arbitru: Marian Barbu Omul meciului: Luckassen |  |

| 28 octombrie 2021 | Politehnica Timișoara | 2–0 | Rapid București | Timișoara                                                                                     |  |
| 21:00             | Gerbi 21' Ursu 71'    |     |                 | Stadion: Stadionul Dan Păltinișanu Spectatori: 0 Arbitru: Sorin Costreie Omul meciului: Gerbi |  |

## Sferturi
Meciurile s-au jucat pe 30 noiembrie, 1 decembrie și 2 decembrie.
| 30 noiembrie 2021 | Chindia  | 1–2 | Sepsi                 | Ploiești                                                                                         |  |
| 20:30             | 72' Popa |     | 35' Căpușă 40' Bărbuț | Stadion: Stadionul Ilie Oană Spectatori: 1,000 Arbitru: Sebastian Colțescu Omul meciului: Bărbuț |  |

| 1 decembrie 2021 | FC Buzău | 0–1 | Voluntari      | Buzău                                                        |  |
| 15:30            |          |     | 56' Achim pen. | Stadion: Stadionul Municipal Arbitru: Viorel Nicușor Flueran |  |

| 1 decembrie 2021                             | Politehnica Timișoara   | 0–0 (4–5 d.l.d.)                            | Argeș Pitești | Timișoara                                               |  |
| 18:30                                        | 90' Octavian Ursu       |                                             |               | Stadion: Stadionul Dan Păltinișanu Arbitru: Iulian Dima |  |
|                                              | Lovituri de departajare |                                             |               |                                                         |  |
| Zaluschi · Pamfile · Lazăr · Bocșan · Bîrnoi |                         | Latovlevici · Ișfan · Arias · Viana · Fatai |               |                                                         |  |

| 2 decembrie 2021 | CSO Filiași⁠(d) | 0–3 | CSU Craiova                     | Craiova                                                  |  |
| 20:30            |                |     | 24' Koljić 29' Ivan 63' Gustavo | Stadion: Stadionul Ion Oblemenco Arbitru: Lucian Rusandu |  |

## Semifinale
Meciurile s-au jucat pe 19 și 20 aprilie, prima manșă, respectiv pe 11 și 12 mai, returul.

### Manșa tur
| 19 aprilie 2022 | Voluntari          | 2–0 | Argeș Pitești | Voluntari                                                    |  |
| 20:00           | Rață 18' Armaș 29' |     |               | Stadion: Stadionul Anghel Iordănescu Arbitru: Horațiu Feșnic |  |

| 20 aprilie 2022 | Sepsi                      | 2–1 | CSU Craiova     | Sfântu Gheorghe                                     |  |
| 19:30           | Ștefănescu 14' Golofca 87' |     | 29' (pen.) Ivan | Stadion: Stadionul Municipal Arbitru: Radu Petrescu |  |

### Manșa retur
| 11 mai 2022 | Argeș Pitești | 0–1 | Voluntari        | Pitești                                                    |  |
| 19:30       |               |     | 85' (pen.) Achim | Stadion: Stadionul Nicolae Dobrin Arbitru: Adrian Cojocaru |  |

FC Voluntari s-a calificat cu scorul general 3–0.
| 12 mai 2022 | CSU Craiova | 0–1 | Sepsi          | Craiova                                                    |  |
| 19:30       |             |     | 66' Ștefănescu | Stadion: Stadionul „Ion Oblemenco” Arbitru: Horațiu Feșnic |  |

Sepsi Sfântu Gheorghe s-a calificat cu scorul general 3–1.

## Finala
| Sepsi                      | 2–1      | Voluntari                         |
| -------------------------- | -------- | --------------------------------- |
| Marius Ștefănescu 22', 38' | Wikidata | Andres Dumitrescu⁠(d) 90+5' (aut.) |